# Rob Walker Racing Team
Rob Walker Racing Team est une écurie britannique de Formule 1 des années 1950 et 1960. Il s'agit de la plus brillante des écuries « privées », c'est-à-dire la première et dernière écurie à avoir remporté un Grand Prix sans jamais avoir conçu son propre châssis de course automobile. Elle a été fondée en 1953 par Rob Walker, héritier de la marque de whisky Johnnie Walker.

## Historique

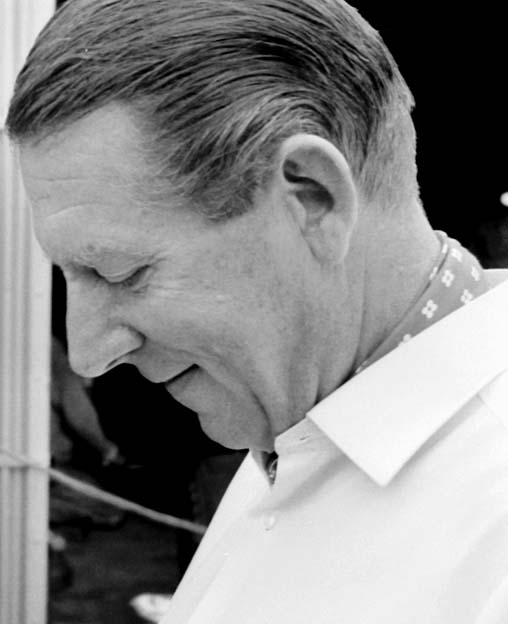
Rob Walker en 1969

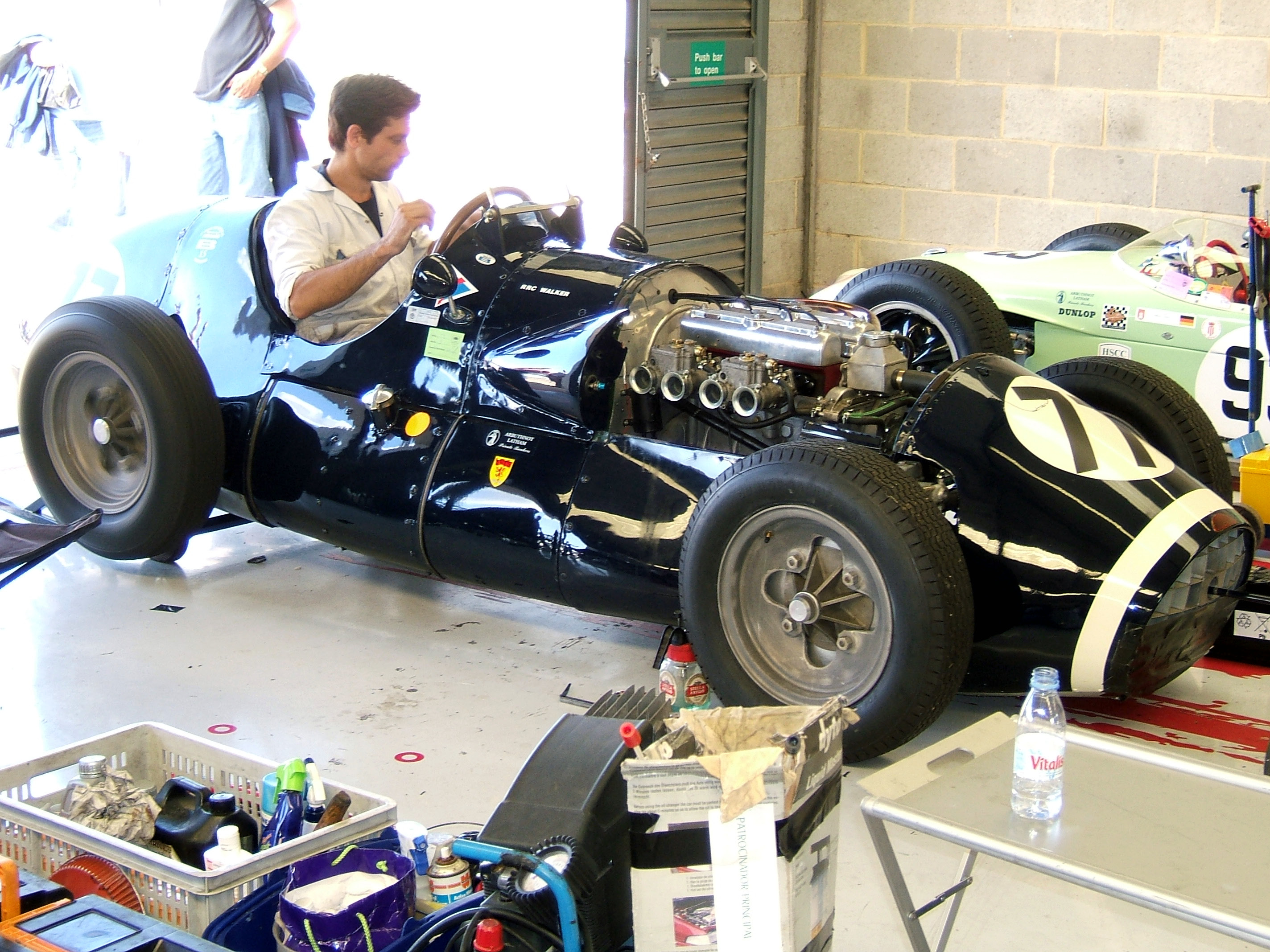
La Connaught modèle A du Rob Walker Racing, la première voiture de l'écurie.

Le projet voit le jour en 1953, avec des débuts dans la Lavant Cup de Formule 2, préparant une Connaught pour le pilote Tony Rolt, qui obtient une troisième place. Lors de la course suivante, à Snetterton, Eric Thompson est le premier à vaincre au volant d'une voiture Rob Walker. Avec Rolt et Thompson, l'écurie Rob Walker Racing Team connaît un très bon début de saison, remportant huit victoires dans les épreuves de courses britanniques.
Les débuts sur la scène internationale ont lieu au Grand Prix de Rouen, une épreuve hybride ouverte aux Formule 1 et aux Formule 2, avec une Cooper-Alta conduite par Stirling Moss qui termine dixième au général et quatrième des Formule 2. le Grand Prix automobile de Grande-Bretagne 1953 est le premier Grand Prix disputé par l'écurie dans le cadre du championnat du monde de Formule 1, mais la Connaught de Rolt ne parvient pas à finir la course.
Walker a habillé ses voitures des couleurs nationales écossaises (Croix de saint André blanche sur fond bleu marine au lieu du vert britannique de course, couleur commune). Il continue à participer à des épreuves organisées par des clubs britanniques les années suivantes. De 1954 à 1956, Walker fait des apparitions épisodiques, remportant seulement une course de Formule 2 à Brands Hatch en 1956 avec Tony Brooks comme pilote. Walker revient à la compétition à temps plein en 1957 avec une Formule 2 Cooper-Climax. Tony Brooks, qui partage le pilotage durant la saison avec Jack Brabham et Noel Cunningham-Reid, remporte la Lavant Cup, mais l'écurie ne parvient pas à finir la plupart des épreuves.

## Internationalisation

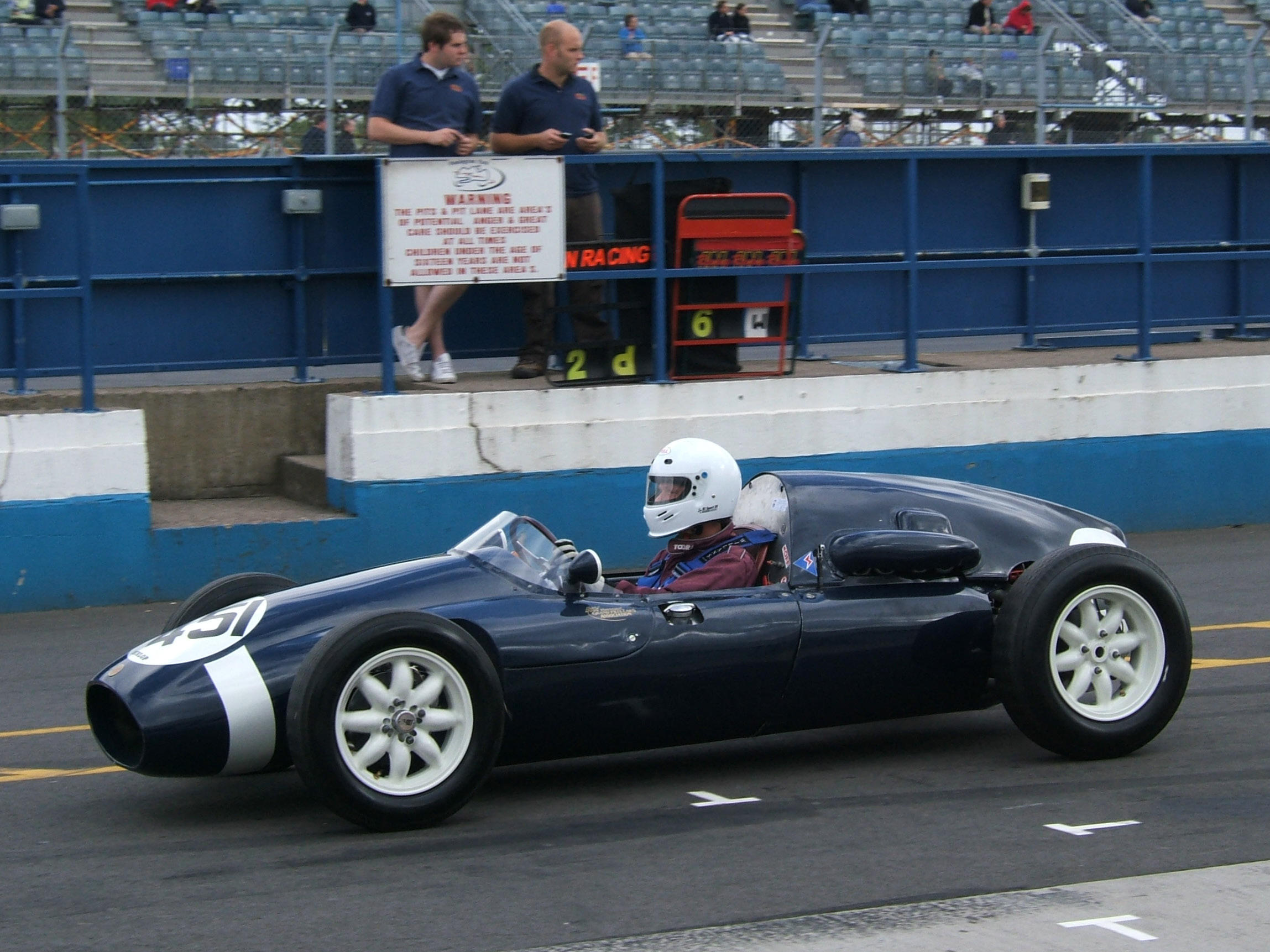
Une Cooper T45 à moteur central-arrière du Rob Walker Racing engagée en 1958

En 1958, Rob Walker abandonne les courses de clubs et il se focalise uniquement sur les grandes épreuves internationales. Le vétéran Maurice Trintignant est engagé à temps plein, avec Moss et Brooks qui courent quand ils n'ont pas d'engagement avec Vanwall. La saison commence bien avec le succès de Maurice Trintignant au Grand Prix de Monaco quelques semaines après la victoire de Stirling Moss au Grand Prix d'Argentine, ce sont alors les premières victoires du châssis Cooper. Ce seront les seuls succès en championnat du monde, Trintignant remporte également le Grand Prix de Pau et le Trophée d'Auvergne, alors que Moss s'impose au BARC 200, Grand Prix de Caen et au Kentish 100.

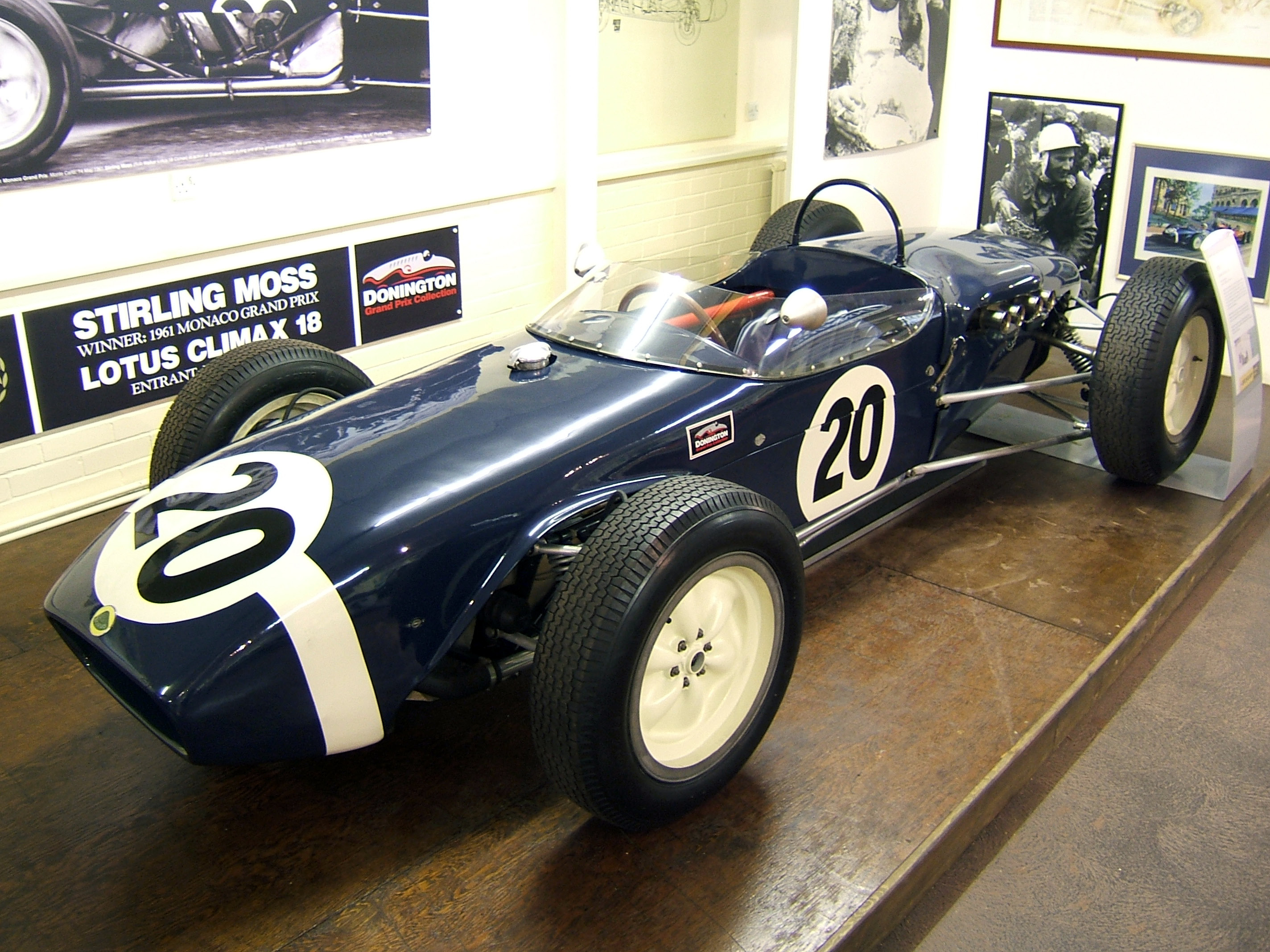
La Lotus 18 qui permet à Stirling Moss de s'imposer au Grand Prix automobile de Monaco 1961.

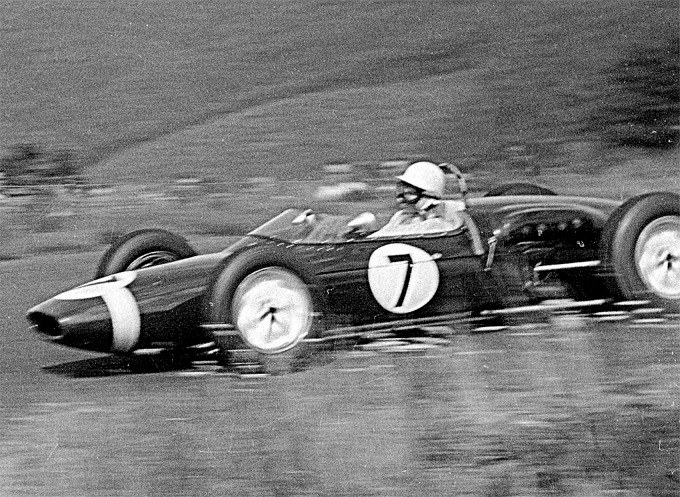
Stirling Moss sur sa Lotus 18-21 de Rob Walker au GP d'Allemagne 1961

Convaincu que le moteur arrière est la solution, Moss s'engage avec Cooper, mais au sein de l'écurie privée de Rob Walker, et non de l'équipe officielle. La Cooper Walker se distingue essentiellement de la Cooper officielle par l'utilisation d'une boîte de vitesses différente, de marque Colotti. Mais lors des deux premières manches de la saison, Moss est par deux fois victime d'une rupture de sa boîte de vitesses alors qu'il était en tête.
Dépité, Moss quitte Rob Walker pour rejoindre l'équipe British Racing Partnership dont le propriétaire n'est autre que son propre père Alfred Moss. Après deux  apparitions sur la BRM du BRP (accident à Reims et 2e place à Aintree), il retourne chez Rob Walker à l'occasion du GP d'Allemagne, disputé sur l'AVUS. Malgré les promesses de Rob Walker, il constate, hélas, que les problèmes de la boîte Colotti sont loin d'être résolus puisque sa transmission casse dès le début de la course. Le sort cesse de s'acharner sur lui à partir du GP du Portugal, que Moss domine de la tête et des épaules. Il signe à Monza une nouvelle victoire qui lui permet de conserver d'infimes espoirs d'être titré au GP des États-Unis, ultime manche de la saison. Mais à Sebring, un énième bris de sa boîte Colotti offre définitivement le titre à Jack Brabham, sur la Cooper officielle.
Fidèle à Rob Walker malgré les ennuis à répétition de la saison 1959, Moss attaque la saison 1960 par un nouvel abandon (bris de suspension). Après avoir récupéré la voiture de son coéquipier Maurice Trintignant, il parvient à remonter jusqu'à la troisième place, mais ce podium ne lui permet pas d'inscrire le moindre point compte tenu de la nouvelle réglementation sportive, destinée à dissuader les pilotes de se relayer au volant.  Pour l'épreuve suivante à Monaco, Moss a su convaincre Walker de se porter acquéreur d'une nouvelle voiture: la Lotus 18, qui aux mains d'Innes Ireland a fait forte impression lors des premières épreuves de la saison. Dans les rues de la Principauté, il signe la pole et s'impose au nez et à la barbe des pilotes officiels pour offrir à Lotus son tout premier succès en championnat du monde. À Zandvoort, une belle mais frustrante quatrième place (acquise malgré un incident peu banal en début de course, un morceau de béton détaché par un concurrent est retombé sur une roue de sa Lotus et l'a contraint à observer une longue réparation) lui permet de rester bien placé dans la course au titre, mais il perd tout à Spa, où il est victime d'un grave accident consécutif à la perte d'une roue. Relevé avec de multiples fractures, Moss doit observer une convalescence de plusieurs semaines et donc faire l'impasse sur plusieurs courses du championnat, ce dont profite Brabham pour s'échapper et glaner un deuxième titre mondial. Moss effectue son retour à Oporto (où il est disqualifié pour avoir réalisé la même manœuvre que Hawthorn deux ans auparavant) puis s'impose facilement à Riverside, l'ultime manche du championnat, ce qui ne fait qu'attiser la sensation qu'il est une nouvelle fois passé à côté d'un titre mondial largement à sa portée. 
Pour la saison 1961, Moss n'apparaît pas en position de favori. Au handicap de ne pas évoluer au sein d'une équipe d'usine (il reste fidèle à la vieille Lotus 18 de l'équipe de Rob Walker, tandis que l'équipe officielle a sorti la plus moderne Lotus 21), s'ajoute une nouvelle réglementation technique qui semble taillée sur mesure pour Ferrari. Ce pronostic se vérifiera tout au long de la saison, largement dominée par les Ferrari de Wolfgang von Trips et Phil Hill. Mais sur les deux circuits de la saison où la puissance moteur n'est pas déterminante (Monaco et le Nurburgring), Moss ne laisse aucune chance à la concurrence et livre deux éblouissantes leçons de pilotage. Au volant d'une Cooper, il remporte également le BRDC International Trophy à Silverstone, une épreuve hors-championnat.

## Résultats en championnat du monde de Formule 1
| Saison | Écurie                                                   | Châssis                           | Moteur                                         | Pneus       | Pilotes                                                               | GP disputés | Pole positions | Meilleurs tours | Victoires | Points inscrits |
| ------ | -------------------------------------------------------- | --------------------------------- | ---------------------------------------------- | ----------- | --------------------------------------------------------------------- | ----------- | -------------- | --------------- | --------- | --------------- |
| 1953   | RRC Walker Racing Team                                   | Connaught A                       | Lea Francis 4 en ligne                         | Dunlop      | Tony Rolt                                                             | 1           | 0              | 0               | 0         | 0               |
| 1954   | RRC Walker Racing Team                                   | Connaught A                       | Lea Francis 4 en ligne                         | Dunlop      | John Riseley-Prichard                                                 | 1           | 0              | 0               | 0         | 0               |
| 1955   | RRC Walker Racing Team                                   | Connaught B                       | Alta 4 en ligne                                | Dunlop      | Tony Rolt Peter Walker                                                | 1           | 0              | 0               | 0         | 0               |
| 1957   | RRC Walker Racing Team                                   | Cooper T43                        | Climax 4 en ligne                              | Avon Dunlop | Jack Brabham                                                          | 2           | 0              | 0               | 0         | 0               |
| 1958   | RRC Walker Racing Team                                   | Cooper T43 Cooper T45             | Climax 4 en ligne                              | Dunlop      | Stirling Moss Maurice Trintignant François Picard                     | 8           | 0              | 0               | 2         | 20              |
| 1959   | RRC Walker Racing Team                                   | Cooper T51                        | Climax 4 en ligne                              | Dunlop      | Maurice Trintignant Stirling Moss                                     | 8           | 3              | 3               | 2         | 36              |
| 1960   | RRC Walker Racing Team                                   | Cooper T51 Lotus 18               | Climax 4 en ligne                              | Dunlop      | Maurice Trintignant Stirling Moss                                     | 5           | 1              | 1               | 2         | 0               |
| 1961   | RRC Walker Racing Team                                   | Ferguson P99 Lotus 18 Lotus 18/21 | Climax 4 en ligne                              | Dunlop      | Stirling Moss Jack Fairman                                            | 8           | 1              | 1               | 2         | 21              |
| 1962   | Rob Walker Racing Team                                   | Lotus 24                          | Climax V8                                      | Dunlop      | Maurice Trintignant                                                   | 6           | 0              | 0               | 0         | 0               |
| 1963   | RRC Walker Racing Team                                   | Cooper T60 Cooper T66             | Climax V8                                      | Dunlop      | Joakim Bonnier                                                        | 10          | 0              | 0               | 0         | 6               |
| 1964   | RRC Walker Racing Team                                   | Brabham BT7 Brabham BT11          | Climax V8 BRM V8                               | Dunlop      | Joakim Bonnier Hap Sharp Jochen Rindt Edgar Barth Joseph Siffert Geki | 8           | 0              | 0               | 0         | 5               |
| 1965   | RRC Walker Racing Team                                   | Brabham BT7 Brabham BT11          | Climax V8 BRM V8                               | Dunlop      | Joakim Bonnier Joseph Siffert                                         | 10          | 0              | 0               | 0         | 5               |
| 1966   | Rob Walker Racing Team                                   | Brabham BT11 Cooper T81           | BRM V8 Maserati V12                            | Dunlop      | Joseph Siffert                                                        | 8           | 0              | 0               | 0         | 3               |
| 1967   | Rob Walker/Jack Durlacher Racing Team                    | Cooper T81                        | Maserati V12                                   | Firestone   | Joseph Siffert                                                        | 11          | 0              | 0               | 0         | 6               |
| 1968   | Rob Walker/Jack Durlacher Racing Team                    | Cooper T81 Lotus 49 Lotus 49B     | Maserati V12 Ford-Cosworth V8 Ford-Cosworth V8 | Firestone   | Joseph Siffert                                                        | 12          | 1              | 3               | 1         | 12              |
| 1969   | Rob Walker/Jack Durlacher Racing Team                    | Lotus 49B                         | Ford-Cosworth V8                               | Firestone   | Joseph Siffert                                                        | 11          | 0              | 0               | 0         | 15              |
| 1970   | Rob Walker Racing Team Brooke Bond Oxo Racing/Rob Walker | Lotus 49C Lotus 72C               | Ford-Cosworth V8                               | Firestone   | Graham Hill                                                           | 11          | 0              | 0               | 0         | 7               |